# Första helikopterskvadronen
Första helikopterskvadronen (1. hkpskv) är ett helikopterdetachement inom svenska flygvapnet som verkat i olika former sedan 1959. Förbandsledningen är förlagd till Luleå flygplats i Luleå garnison.

## Historik
Första helikopterskvadronen har sina rötter från Arméns helikopterskola (HkpS) som bildades som en försöksorganisation den 1 november 1959. Men redan den 11 augusti 1958 hade armén påbörjat helikopterutbildning vid Ostermans Aero i Bromma. Denna utbildning flyttades den 15 februari 1959 till Boden. I Boden levde helikopterskolan som en försöksorganisation fram till den 1 juli 1963, då namnet på skolan fastställdes, samt att skolan knöts administrativt till Bodens ingenjörkår (Ing 3). Den 1 juli 1966 avskildes Arméns helikopterskola från Bodens ingenjörkår, och bildade en självständig organisation.
Från att skolan bildades 1959 tillhörde den organisatoriskt Artilleriflyget. Artilleriflyget tillhörde formellt truppslaget Artilleriet. Den 1 januari 1980 omorganiserades skolan till Norrbottens arméflygbataljon (AF 1). Tre år senare, den 1 juli 1983, avskildes Artilleriflyget från Artilleriet och bildade ett eget truppslag, Arméflyget. Fastän Arméflyget nu var ett självständigt truppslag, hade man gemensam truppslagsinspektör med Artilleriet fram till sommaren 1991. Den 1 juli 1991 fick Arméflyget egen truppslagsinspektör, som var chef för Arméflygcentrum och Norrbottens arméflygbataljon (AF 1). Den 1 juli 1994 skiljdes AFC från AF 1, och blev därigenom ett eget verksamhetsställe, samtidigt bytte Arméflygcentrum namn till Arméns flygcentrum.
Inför försvarsbeslutet 1996 föreslog Försvarsmakten och regeringen att samla Försvarsmaktens helikopterresurser i ett nytt försvarsgemensamt förband, Försvarsmaktens helikopterflottilj. Vilket skulle underlätta ledning av större samlade insatser under kris och i krig, samt även typsamordning och samordning avseende beredskap och utbildning. I regeringens budgetproposition för statsbudget för år 1998 i utgiftsområde 6 fastställde riksdagen den nya organisationen för Helikopterflottiljen, vilken skulle organisera sin verksamhet i fyra delar med ledningen baserad i Linköping.
Den 31 december 1997 upphörde de ursprungliga helikopterförbanden som självständiga förband, då ledningsfunktionen över samtliga helikopterförband den 1 januari 1998 överfördes till Helikopterflottiljen. Helikopterflottiljen var i sin tur underställd chefen för marinledningen. Den 1 januari 1999 omorganiserades de ursprungliga helikopterförbanden till den nya förbandsstrukturen, där Norrlands helikopterbataljon var en av dem. Norrlands helikopterbataljon bestod av Norrbottens arméflygbataljon och flygvapnets flygräddningsgrupper (FRÄD-grupp) vid Jämtlands flygflottilj (F 4) och Norrbottens flygflottilj (F 21).
Inför försvarsbeslutet 2000 föreslog regeringen att den framtida helikopterverksamheten skulle bestå av två större enheter och en mindre enhet för helikopterförbanden. De två större enheterna skulle vara fördelade på markoperativ inriktning och sjöoperativ inriktning, medan den mindre enheten skulle ha subarktisk förmåga. Bakgrunden till regeringens förslag till att reducera antalet bataljoner var materielplanen för omsättning av helikoptersystem. Där planerades det 2002 att påbörja en nyanskaffning av helikoptersystem, och successivt reducera de då till antalet 110 helikoptrarna till beräknat 65–70 helikoptrar. I fråga om lokalisering av de kvarvarande helikopterförbanden ansåg regeringen att det av kostnadsskäl vore olämpligt att flytta verksamhet till en plats som saknade infrastruktur. Vidare ansåg regeringen att den markoperativa helikopterverksamheten borde lokaliseras till en plats för att underlätta samverkan med mekaniserade förband, samt den då planerade luftburna bataljonen i Karlsborg. Den sjöoperativa enheten ansågs lokaliseras för att möjliggöra samverkan med den marina verksamheten, där Haninge/Berga flygplats ansågs utgöra en bättre ändamålsenlig lokalisering jämfört med Ronneby/Kallinge flygplats. Ett av huvudskälen till Haninge/Berga var det centrala läget på Sveriges östkust med flest övningsområden. Därför föreslog regeringen att Norrlands helikopterbataljon och Göta helikopterbataljon skulle upplösas och avvecklas, då ingen av dem uppfyllde regeringens krav.
Den 30 juni 2000 upplöstes Norrlands helikopterbataljon, och övergick den 1 juli 2000 till att omfatta en skvadron under namnet Norrlands helikopterskvadron. Från den 1 juli 2000 kom helikopterverksamheten inom Försvarsmakten ingå i den Operativa insatsledningen. Därmed och blev helikopterverksamheten inom Försvarsmakten en fjärde försvarsgren, sidoordnad med armén, marinen och flygvapnet.
Inför regeringens proposition 2001/02:10, vilken behandlade en fortsatt förnyelse av totalförsvaret, föreslog regeringen på Försvarsmaktens inrådan, att Svea helikopterbataljon och Östgöta helikopterbataljon skulle upplösas och avvecklas senast den 31 december 2001, eller av regeringen bestämd tidpunkt. Bakgrunden var att Försvarsmaktens önskade en förändring den fredstida organisationsstrukturen, för att där nå en enad helikopterorganisation med endast ett helikopterförband och en förbandschef. De två bataljonernas verksamhet skulle istället reduceras till skvadroner, för att samordnas i organisationsenheten Försvarsmaktens helikopterflottilj. Regeringens förslag var endast en förändring av ledningen, och påverkade inte verksamhetsorterna. Som en konsekvens av riksdagsbeslutet om att införa en ny ledningsorganisation, blev Helikopterflottiljen från den 1 januari 2003 en del av flygvapnets organisation. De ingående verksamheterna vid Bodens flygplats, Göteborg/Säve flygplats, Haninge/Berga flygplats, Lidköping/Såtenäs flygplats och Ronneby/Kallinge flygplats kom att bilda självständiga skvadroner direkt underställda Helikopterflottiljen.
Inför försvarsbeslutet 2004 föreslog regeringen att minska antalet helikopterbaser, det med anledningen att den då pågående materielomsättningen av helikoptersystem, som på sikt skulle medföra att helikopterflottan skulle bestå av drygt 50 helikoptrar. Regeringen ansåg därför att det var nödvändigt att minska antalet helikopterbaser i syfte att behålla en rationell organisation. I samma proposition föreslog regeringen att ledningen för Helikopterflottiljen skulle bibehållas i Malmen/Linköping, dit även den markoperativa helikopterverksamheten skulle koncentreras. Den sjöoperativa helikopterverksamheten vill man omlokalisera till Ronneby, och subarktiska helikopterverksamheten till Luleå. Regeringens förslag innebar att tre orter skulle lämnas, Boden, Haninge/Berga och Göteborg/Säve. Vidare ansåg regeringen att militär flygräddning borde finnas baserade vid flygflottiljerna, Skaraborgs flygflottilj (F 7), Blekinge flygflottilj (F 17) och Norrbottens flygflottilj (F 21).
Den 1 januari 2005 övergick verksamheten i Boden till att verka som en avvecklingsorganisation, i syfte att påbörja en flytt av helikopterverksamheten till Luleå, samt avveckla förbandet i Boden, där alla avvecklingsåtgärder skulle vara avslutade senast den 30 juni 2006. Mellan den 10–14 mars 2005 genomfördes den sista markoperativa övningen, där skvadronen baserade fem HKP 9 och 40 man i trakten av Vitåfors. Den 17 juni 2005 hölls en ceremoni, ledd av chefen för Helikopterflottilj överste Mats Westin, över avvecklingen av helikopterverksamheten i Boden. Den 20 juni 2005 uppmärksammades flytten från Boden till Luleå med en kort ceremoni vid Norrbottens flygflottilj. Den 30 juni 2005 upphörde helikopterverksamheten i Boden, där större delen av skvadronen upplöstes och avvecklades. Tre räddningshelikoptrar, HKP 10, överfördes den 1 juli 2005 till Luleå. I Luleå antog skvadronen namnet Första helikopterskvadronen.

## Verksamhet
Sedan 2010 är Första helikopterskvadronen en av tre helikopterskvadroner ingående i Helikopterflottiljen, och sedan 2005 samlokaliserad med Norrbottens flygflottilj (F 21). Den är i och med detta Helikopterflottiljens nordligaste basering och därigenom ansvarig för den subarktiska förmågan. Skvadronen har en markoperativ inriktning och är utrustad med HKP 14. Skvadronen var åren 2011–2013 huvudansvarig för Helikopterflottiljens insats i Afghanistan; SAE ISAF MEDEVAC.

## Förläggningar och flygplatser
När helikopterutbildning påbörjades inom Armén, förlades den 11 augusti 1958 först till Bromma flygplats i Stockholm. Den 15 februari 1959 förlades utbildningen till Boden, och till det område som kom att utvecklas till Bodens helikopterflygplats. Helikopterflygplatsen låg i direkt anslutning till Bodens ingenjörkårs kasernområde vid Hermelinsgatan 45. Under Arméflygtiden var bland annat Unbyns flygbas en av flera olika platser i förbandets närhet som användes till olika former av övningar. År 2004 blev helikopterflygplatsen Europas modernaste, genom att ett instrumentlandningssystem (ILS) installerats vid helikopterflygplatsen.
I juni 2006 köpte Bodens kommun ett större område i södra Boden från Fortifikationsverket. Flygplatsen samt Norrlands ingenjörkårs kasernområde ingick i köpet. Syftet med köpet var bland annat att bygga bostäder och utveckla delar av området till ett eventområde. Delar av flygplatsen används dock av Polisflyget, medan större delen av den fram till 2005 moderna flygplatsen är stängd. På den nordöstra delen av flygplatsen i Boden har Boden Arena uppförts. I Luleå samgrupperades helikopterverksamheten från den 1 juli 2005 med Norrbottens flygflottilj på den sydvästra sidan av rullbanan.

## Heraldik och traditioner
Norrbottens arméflygbataljon tilldelades sin fana den 27 september 1984, vilken överlämnades av kung Carl XVI Gustaf. År 1980 instiftades Norrbottens arméflygbataljons (AF 1) förtjänstmedalj i guld/silver/brons (NorrbafbatGM/SM) i sjätte storleken. Band: mörkblått med en ljusblå rand på vardera sidan. År 2005 instiftades Helikopterflottiljens (1.hkpskv) minnesmedalj. Vid Bodens helikopterflygplats finns en minnessten över den helikopterverksamhet som bedrevs i Boden fram till den 30 juni 2005.
Den 26 april 1976 fastställdes "Överste Sellin" (Andersson) som förbandsmarsch för dåvarande Arméns helikopterskola. Marschen ärvdes senare av Norrbottens arméflygbataljon, Norrlands helikopterbataljon och Norrlands helikopterskvadron. Åren 1991–1996 delades förbandsmarschen med Arméns flygcentrum.

## Förbandschefer
Förbandschefer verksamma vid Arméns helikopterskola (1959–1980), Norrbottens arméflygbataljon (1980–1998), Norrlands helikopterbataljon (1998–2000), Norrlands helikopterskvadronen (2000–2005) och Första helikopterskvadronen (2005–).

- 1959–1973: Öv Gunnar Zachrisson
- 1973–1979: Övlt Torsten Sellin
- 1979–1988: Öv Folke Ekstedt
- 1988–1989: Övlt Volker Kretchmer
- 1989–1993: Öv Sven Kuoppala
- 1993–1996: Öv Sten Edholm
- 1996–1998: Övlt Peter Backlund
- 1998–2000: Öv Peter Backlund
- 2000–2005: Övlt Kjell Sirkka [19]
- 2005–2007: Mj Kent Tuoremaa
- 2007–2009: Mj Johan Sellin
- 2009–2014: Övlt Ulf Bohman [20]
- 2014–2016: Övlt Per Olsson
- 2016-2021: Mj Niklas Perman

## Namn, beteckning och förläggning
| Arméns helikopterskola       | 1959-11-01 | – | 1979-12-31 |
| Norrbottens arméflygbataljon | 1980-01-01 | – | 1998-06-30 |
| Norrlands helikopterbataljon | 1998-07-01 | – | 2000-06-30 |
| Norrlands helikopterskvadron | 2000-07-01 | – | 2005-06-30 |
| Första helikopterskvadronen  | 2005-07-01 | – |            |

| HkpS      | 1959-11-01 | – | 1979-12-31 |
| AF 1      | 1980-01-01 | – | 1998-06-30 |
| 1. hkpbat | 1998-07-01 | – | 2000-06-30 |
| 1. hkpskv | 2000-07-01 | – |            |

| Bodens helikopterflygplats (F) | 1959-11-01 | – | 2005-06-30 |
| Östersunds flygplats (D)       | 1998-01-01 | – | 2005-06-30 |
| Sundsvalls flygplats (B)       | 1998-01-01 | – | 2001-12-31 |
| Lycksele flygplats (B)         | 1995-??-?? | – | 2001-12-31 |
| Luleå flygplats (F)            | 2005-07-01 | – | 2005-06-30 |

## Galleri

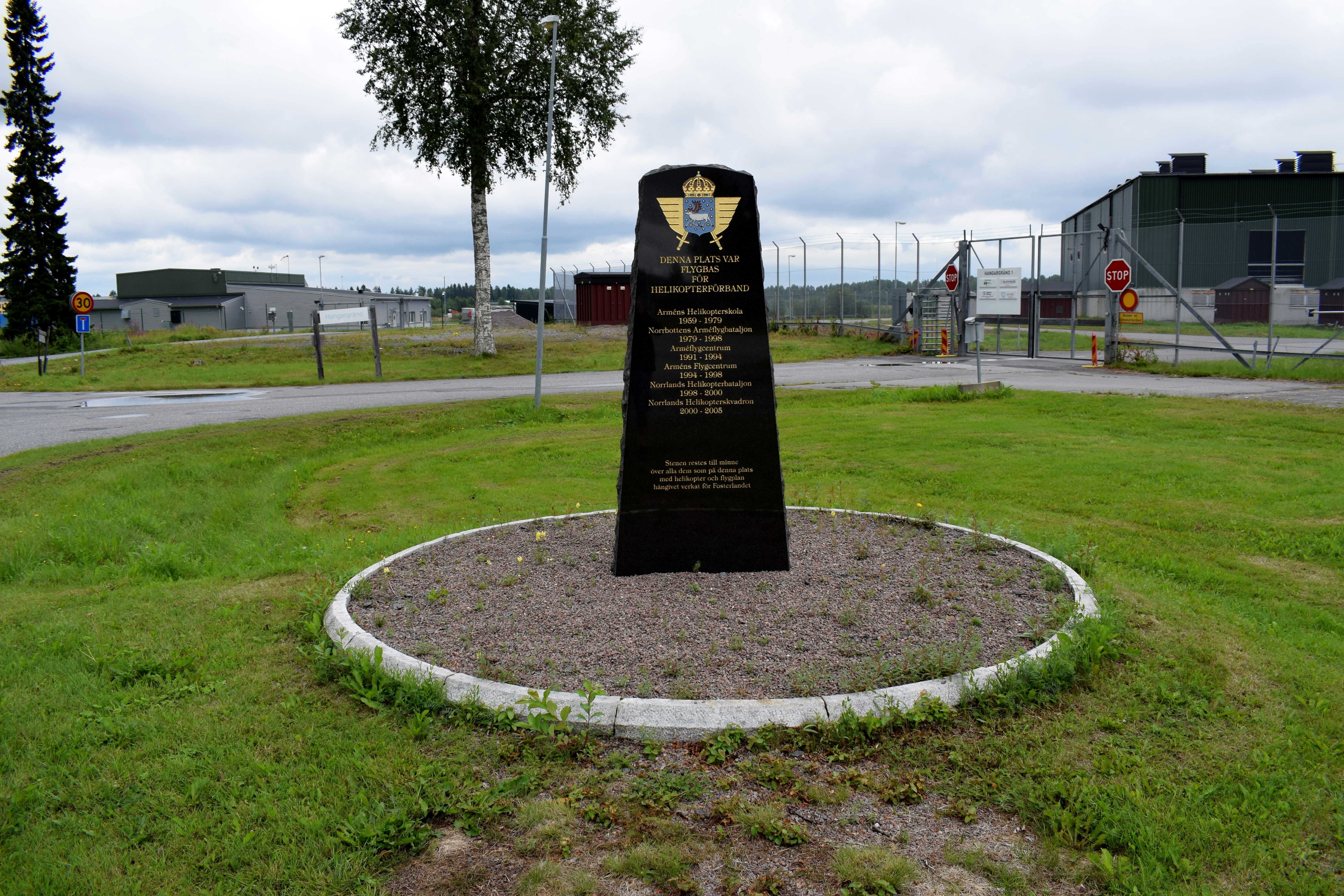
Minnessten över förbandets tid i Boden.
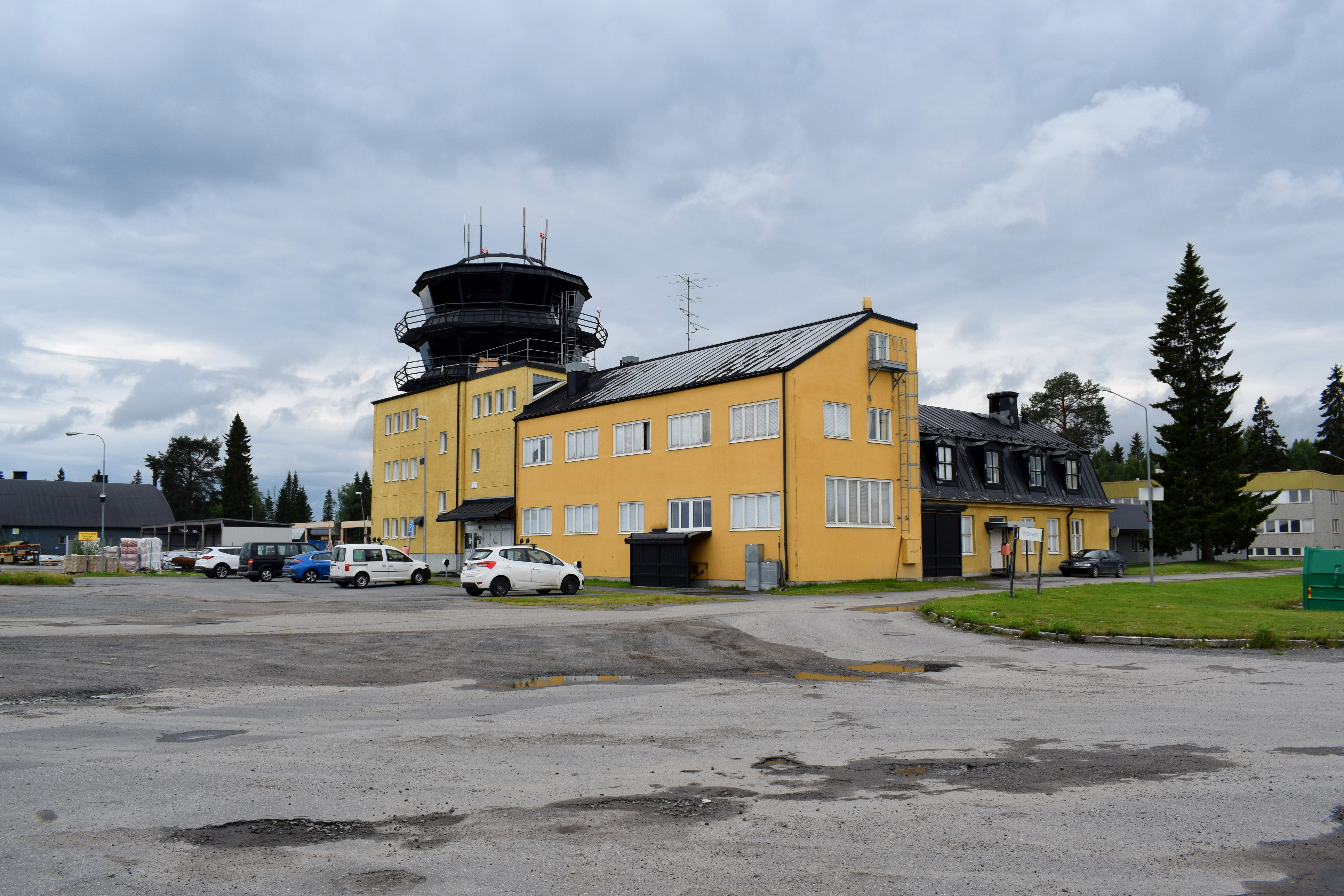
Bodens helikopterflygplats
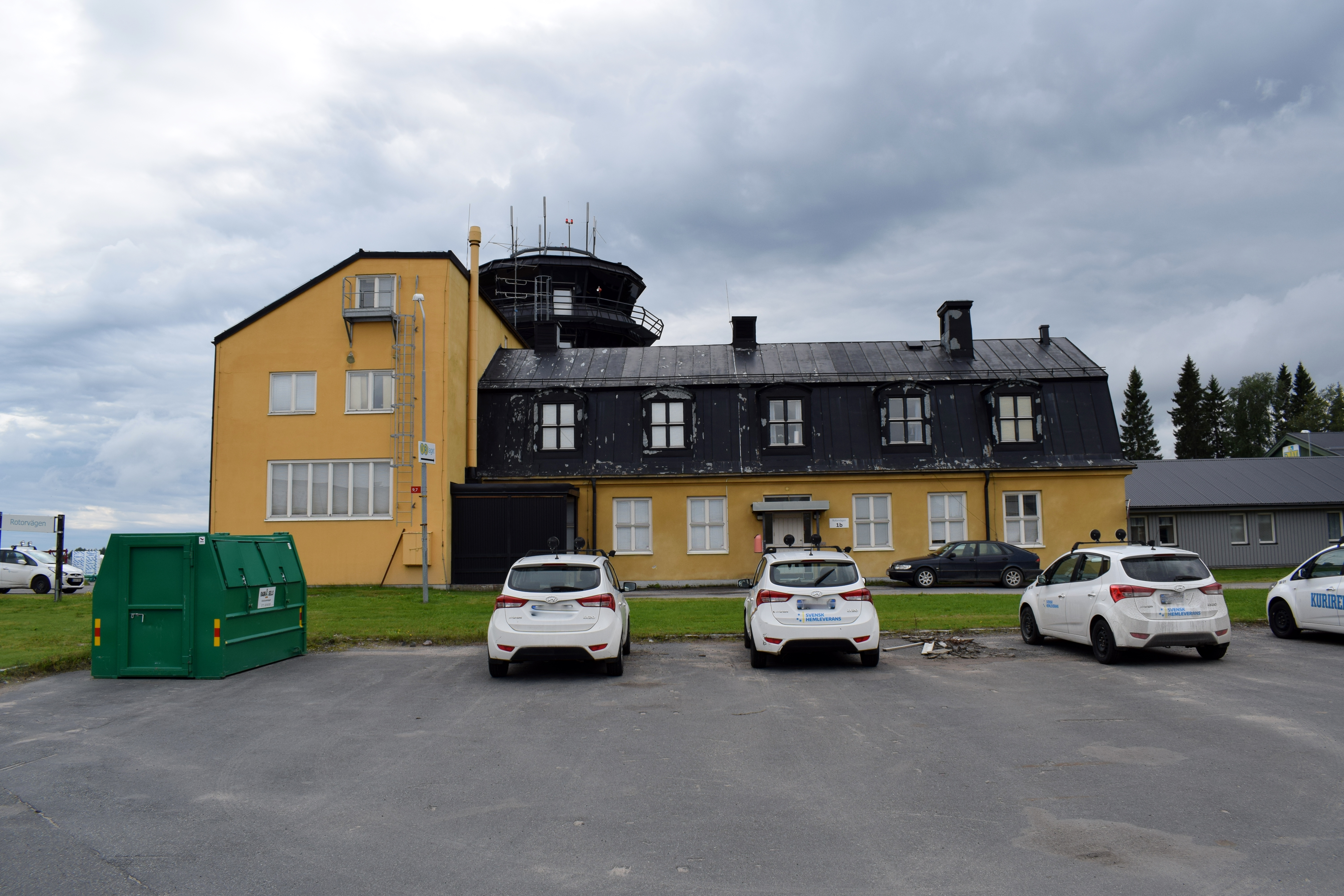
Bodens helikopterflygplats
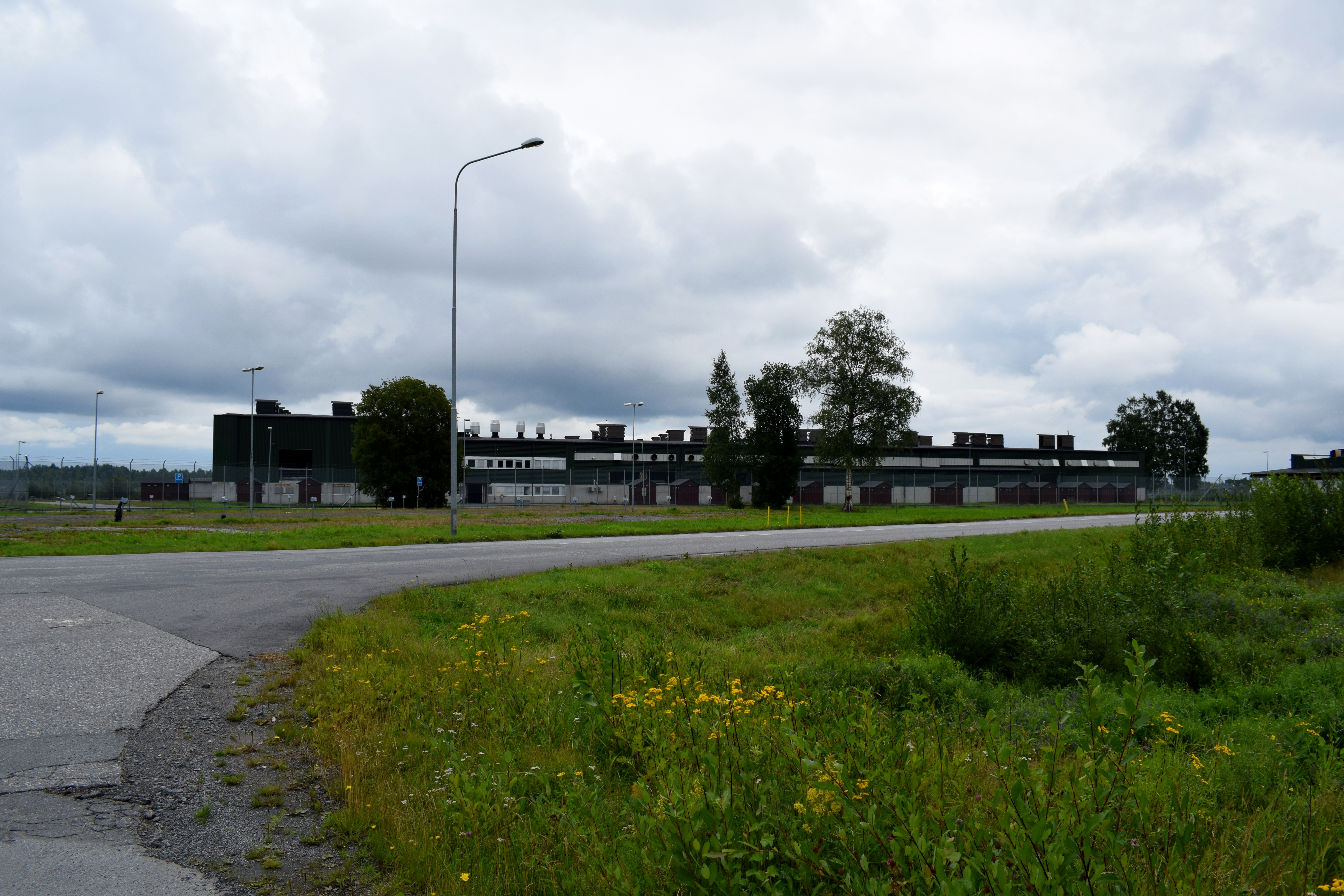
Hangarer vid Bodens helikopterflygplats